# بهترین دوست جدید
بهترین دوست جدید (به انگلیسی: New Best Friend) فیلمی محصول سال ۲۰۰۲ و به کارگردانی زوئی کلارک ویلیامز است. در این فیلم بازیگرانی همچون میا کرشنر، مریدیت مونروو، دامینیک سوین، ریچل ترو، اریک مایکل کول، اسکات بایرستو، تای دیگز، الیور هادسون و گلنیس اوکانر ایفای نقش کرده‌اند.